# الجمعية الأمريكية للكيمياء الحيوية والبيولوجيا الجزيئية
الجمعية الأمريكية للكيمياء الحيوية والبيولوجيا الجزيئية (بالإنجليزية: American Society for Biochemistry and Molecular Biology)‏ (ASBMB)، هي منظمة علمية تعليمية لا ربحية تضم 12000 عضو حول العالم، أُحدثت عام 1906 لتطوير علم الكيمياء الحيوية والبيولوجيا الجزيئية، وتنشر الجمعية ثلاث مجلات محكمة، وتتبنى تمويل الأبحاث الأساسية والتعليمية، تدعم تدريس العلوم بكل المراحل، كما وتساعد الأفراد العاملين في مختلف مجالات العمل العلمية.

## روابط خارجية
- الموقع الرسمي

‌